# David Leigh
David William Leigh (ur. 22 grudnia 1956) – brytyjski pływak specjalizujący się głównie w stylu klasycznym i zmiennym.

## Życiorys
David Leigh urodził się 22 grudnia 1956 w Wielkiej Brytanii. Swoją karierę sportową jako pływak rozpoczął w styczniu 1974 roku w wieku 17 lat, występując po raz pierwszy na Igrzyskach Brytyjskiej Wspólnoty Narodów w Christchurch w Nowej Zelandii jako reprezentant Anglii, zdobywając złoty medal w wyścigu na 100 metrów stylem klasycznym, srebrny na 200 metrów stylem klasycznym oraz brązowy w sztafecie 4 × 100 metrów stylem zmiennym razem z Brianem Brinkleyem, Colinem Cunninghamem i Stephenem Nashem.
Po sukcesie na Igrzyskach Brytyjskiej Wspólnoty Narodów w Christchurch, pojawił się na Mistrzostwa Europy w pływaniu w Wiedniu w Austrii jako reprezentant Wielkiej Brytanii, zdobywając dwa brązowe medale w wyścigu na 100 metrów i 200 metrów stylem klasycznym.
Rok później wziął udział na Mistrzostwach Świata w pływaniu w Cali w Kolumbii ponownie jako reprezentant Wielkiej Brytanii, zdobywając brązowy medal w konkurencji 100 metrów stylem klasycznym.
Wystąpił na igrzyskach olimpijskich w 1976 w Montrealu, gdzie odpadł w półfinale wyścigu na 100 metrów stylem klasycznym i w eliminacjach  na 200 metrów stylem klasycznym. 